# Посёлок Хлебозавода
Хлебозаво́да — упразднённый в 2025 году в Прокопьевском районе Кемеровской области России.

## История
До 2019 года входил в Яснополянского сельского поселения. После его упразднения — в составе Прокопьевского муниципального округа.
Исключен из учётных данных в 2025 году.

## Население
| 2010 |
| ---- |
| 6    |